# Marinha Boliviana
A Marinha Boliviana (Espanhol:Armada Boliviana(AB) é um ramo das Forças Armadas Bolivianas, mantém  uma pequena Marinha embora a Bolívia tenha ficado sem litoral, desde a Guerra do Pacífico, em 1879, a Bolívia estabeleceu uma Força Fluvial para operar em rios (veja Capitania dos Portos) e lagos (Força Fluvial y Lacustre), em janeiro de 1963, sob o Ministério da Defesa Nacional. Consistia em quatro barcos que foram fornecidos pelos Estados Unidos da América e 1.800 funcionários recrutados em grande parte do Exército Boliviano.
A Marinha Boliviana foi renomeada para a Força Naval Boliviana (Fuerza Naval Boliviana), em janeiro de 1966, mas ele já foi chamado de Marinha Boliviana (Armada Boliviana). Tornou-se um ramo separado das forças armadas, em 1963. A Bolívia possui grandes rios que são afluentes do Amazonas que são patrulhadas para evitar o contrabando e o tráfico de drogas. A Bolívia também mantém uma presença naval no Lago Titicaca, o lago navegável mais alto do mundo, através da qual executa sobre na fronteira com o vizinho Peru.
A Bolívia afirma que o país tinha acesso ao mar, na independência, em 1825. No Limite do Tratado de 1866 entre o Chile e a Bolívia as partes envolvidas concordaram em uma linha de fronteira que estabelece o acesso ao mar para Bolívia reconhecido pelo Chile. Porém na Guerra do Pacífico (1879–1883) o Chile venceu o Peru e a Bolívia e conquistou os territórios bolivianos costeiros. A recuperação de sua costa é uma questão de honra, na Bolívia, influenciando muitas modernas ações políticas e decisões comerciais. [Carece de fontes]
Em 2010, o Peru concedeu à Bolívia "um aporte de instalações, uma zona de livre comércio e espaço para as atividades econômicas" juntamente com a opção de "construir um anexo na Costa do Pacífico para a Escola da Marinha Boliviana".

## Organização
A Marinha está organizada em dez distritos navais com flotilha sede em Guaqui, Guayaramerín, Puerto Suárez, Riberalta, e San Pedro de Tiquina e bases em Puerto Busch, Porto Horquilla, Puerto Villarroel, Trinidad, e Rurrenabaque.
Navios de guerra incluem várias dezenas de barcos, uma dúzia ou mais de quais são para ribeirinhas patrulha. Os navios de mar, incluindo os norte-Americanos PR-51 Santa Cruz de la Sierra e várias outras embarcações para navegar os oceanos com o Boliviano bandeira com a permissão de "Capitanias Navales" Naval de Registo do Office. O Libertador Simón Bolívar, um navio adquirido a partir de Venezuela, usado para navegar a partir de sua casa, de porta em Rosario, Argentina sobre o Rio Paraná. Em 1993, a Marinha foi renomeado formalmente a Força Naval (Força Naval) e mudou-se com o Exército Boliviano em uma única autoridade militar.
A maioria dos oficiais de carreira da Academia Naval Boliviana, formam-se Bacharel em Ciências Militares Navais da Ciência, credenciado pela Universidade Militar. Muitos oficiais da marinha, mais tarde, dão prosseguimento dos estudos em cursos de graduação e de pós-graduação. Grupo Naval Argentino Militar na Bolívia aconselha a estratégia naval e táticas. Muitos oficiais bolivianos fazem exercícios na vela oceânica em navios marítimo naval argentino. A Força tem várias unidades de Operações Especiais para tratar de ameaças internas e externas.
A Força Naval cobre o extenso Boliviano em vias navegáveis interiores dividido entre os seguintes Distritos Navais, que são nomeados após a bacia ou região onde atuam:
- - DN1 Primeiro Distrito Naval "BENI" -- (DN1 Primer Distrito Naval "BENI")
  - DN2 Segundo Distrito Naval "MAMORA" -- (DN2 Segundo Distrito Naval- "MAMORE")
  - DN3 Terceiro Distrito Naval "MADERA" -- (DN3 do Terceiro Distrito Naval "MADERA")
  - DN4 Quarto Distrito Naval "TITICACA" -- (DN4 Cuarto Distrito Naval "TITICACA")
  - DN5 Quinto Distrito Naval de SANTA CRUZ DE LA SIERRA" -- (DN5 Quinto Distrito Naval de SANTA CRUZ DE LA SIERRA")
  - Sexto Distrito Naval DN6 "COBIJA" -- (DN6 Sexto Distrito Naval "COBIJA"
  - As Áreas Navais Navais De Serviço:
    - 1 "COCHABAMBA" -- (1 "COCHABAMBA")
    - UM 2 "SANTA CRUZ" -- (2 "SANTA CRUZ")
    - UM 3 "BERMEJO" -- (DE UM 3 "BERMEJO")
    - UM 4 "LA PAZ" -- (DE 4 "LA PAZ")

  - Operação especial capaz de unidades:
    - Força-tarefa "Blue Devils" -- (Fuerza de Tarea "Diablos Azules)
    - SINDA Serviço de Inteligência Naval da Marinha Boliviana -- (Servicio de Inteligencia Naval)
    - Resposta imediata do Grupo SORRISO -- (Grupo de Reacción Inmediata SORRISO)
    - A Alta Altitude de Mergulho Centro de Treinamento -- (El Centro de Instrucción de Buceo pt Altura)
    - Comando Do Centro De Formação De Anfíbios

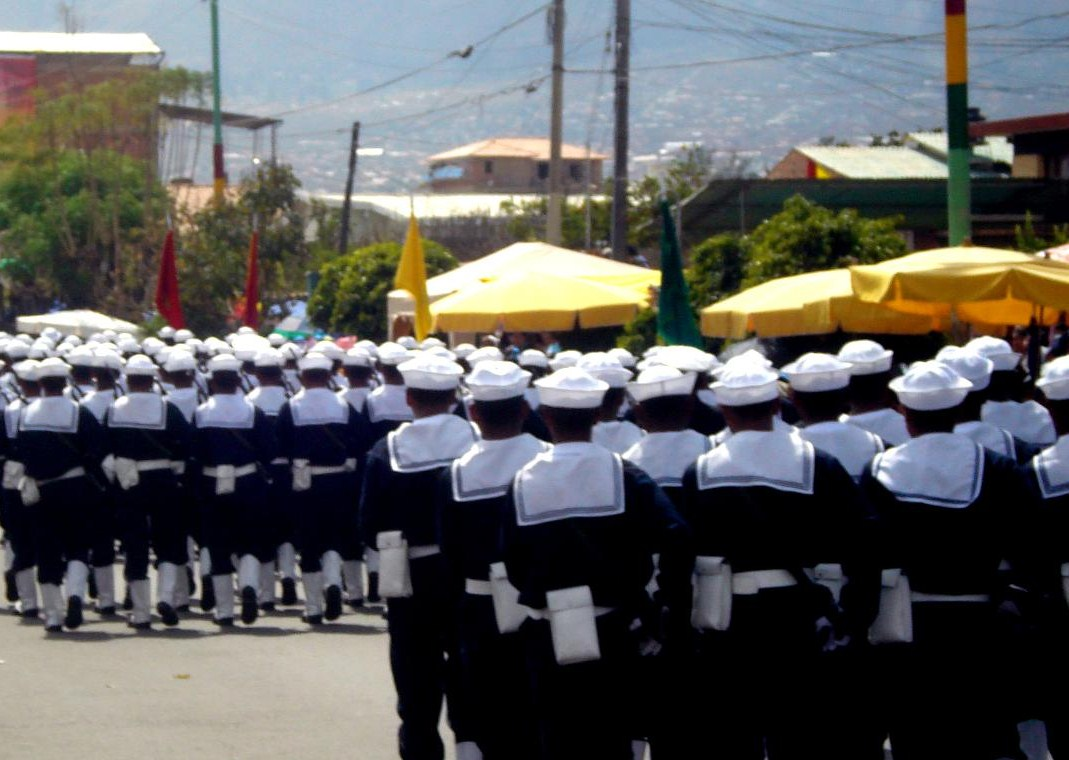
Marinheiros Bolivianos em Cochabamba

## Corpo De Fuzileiros Navais

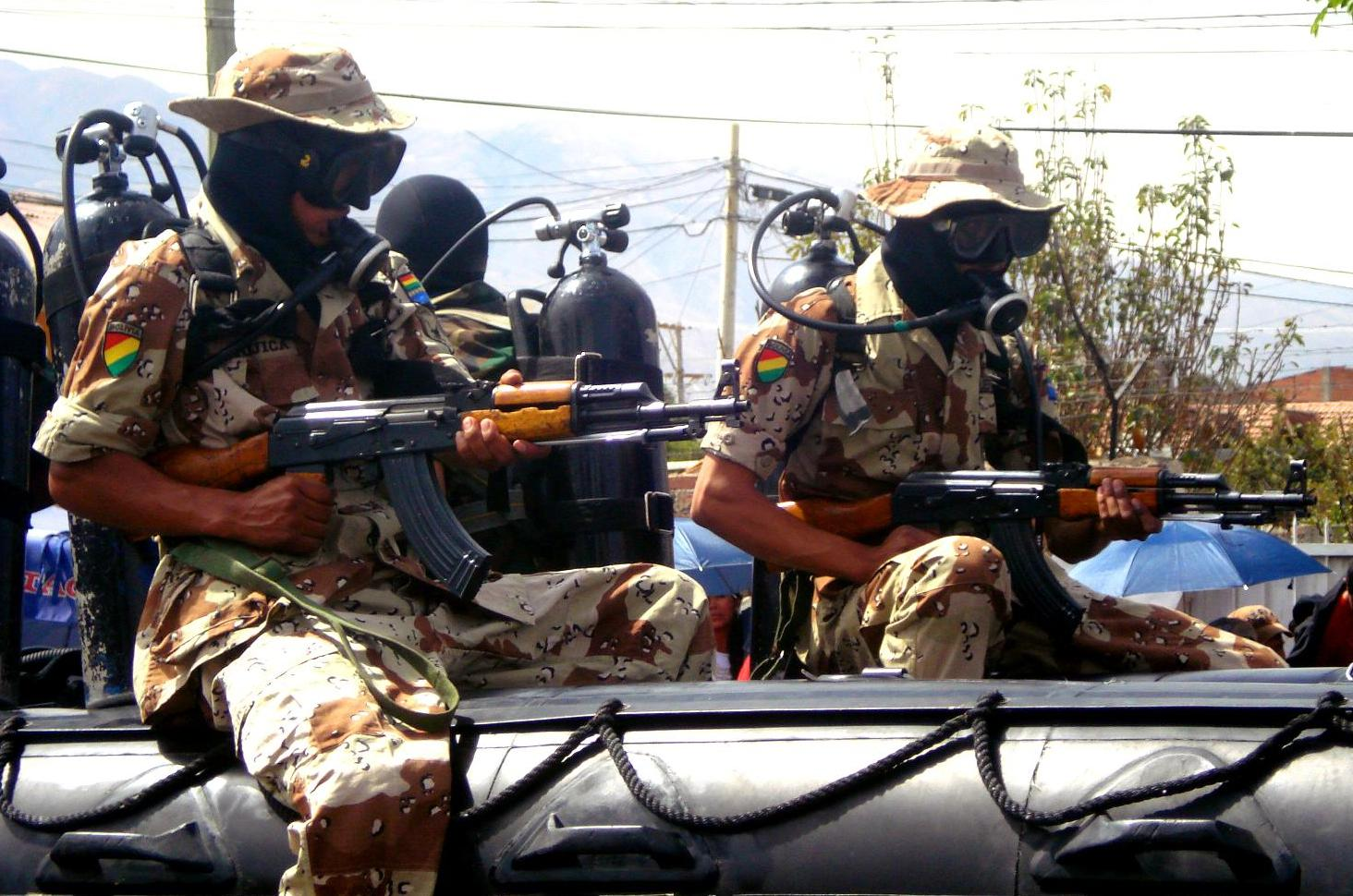
Infantaria Naval Boliviana em cima de barcos infláveis.

A Marinha componente da FNB originou-se com a criação do Batalhão de Marinha Almirante Grau, no início da década de 1980. Essa força consiste de 600 homens é baseado em Tiquina Base Naval , no Lago Titicaca. Mais tarde muda o nome para Marinha, Batalhão de Independência, com base em Chua Cocani (para Não ser confundido com a Independência RI17 EB). Atualmente, esse batalhão mantém um número semelhante de tropas, incluindo os paramilitares. O pessoal desta unidade são parte da Força-Tarefa de Blue Devils, ou estão estacionados em várias bases navais. Atualmente existem sete batalhões de infantaria, que são distribuídos da seguinte forma:
- Primeiro Distrito Naval "BENI" -- (Primer Distrito Naval "BENI")
  - Eu Marinha Batalhão "Bagué" -- (Batallón de Infantería de Marina eu "Bagué")
- Segundo Distrito Naval "MAMORA" -- (Segundo Distrito Naval "MAMORE")
  - II Batalhão de Marinha "Tocopilla" -- (Batallón de Infantería de Marina II "Tocopilla,")
- Terceiro Distrito Naval "MADERA" -- (Batallón de Infantería de Marina II "Tocopilla,")
  - III Marinha Batalhão "Mejillones" -- (Batallón de Infantería de Marina III "Mejillones")
- Quarto Distrito Naval Titicaca -- (Batallón de Infantería de Marina III "Mejillones")
  - IV Batalhão de Marinha "Alianza" -- (Batallón de Infantería de Marina IV "Alianza")
  - VI Mecanizada Batalhão de Marinha "Independência" -- (Batallón de Infantería de Marina Mecanizada VI "Independência")
- Quinto Distrito Naval de SANTA CRUZ DE LA SIERRA" -- (Quinto Distrito Naval de SANTA CRUZ DE LA SIERRA")
  - V Marinha, Batalhão de Calama -- (Batallón de Infantería de Marina V "Calama")
- Sexto Distrito Naval "COBIJA" -- (Sexto Distrito Naval "COBIJA")
  - VII Marinha Batalhão "Columna Porvenir" -- (Batallón de Infantería de Marina VII "Columna Porvenir")
- Nacional Marinho De Segurança Do Corpo De

### Polícia Militar Naval
A Policía Militar, Naval ou PMN é uma especialidade semelhante ao seu homólogo do Exército, Polícia Militar, a realização de operações, tais como Pessoas Importantes de Proteção (IPP), Segurança Física (SEF), ou Patrulha Facility (PAT) com direitos adicionais, tais como Sinais navais ou protocolo. Há Naval destacamentos da PM em todo o distrito-sede e FNB na Área Naval. Mas apenas ter os seguintes unidades do Batalhão:
- UM 4 "La Paz" - 4 "a Paz"
  - Naval Batalhão de Polícia Militar N.º 1 -- (Batallón de Policía Militar Naval, N° 1)
- UM 1 "COCHABAMBA" - 1 "Cochabamba"
  - Naval Batalhão de Polícia Militar No. 2 "Aljava" -- (Batallón de Policia Militar Naval, N° 2 "Carcaje")
- UM 2 "SANTA CRUZ" - 2 "SANTA CRUZ"
  - Naval Batalhão de Polícia Militar N.º 3 -- (Batallón de Policía Militar Naval N° 3)
  - Quarto Distrito Naval Titicaca -- (Cuarto Distrito Naval "TITICACA")
  - Naval Batalhão de Polícia Militar N.º 4 -- (Batallón de Policía Militar Naval N° 4)

## Força

### Embarcações
A Marinha Boliviana tem um total de 173 embarcações, com muitas estacionadas no Lago Titicaca:
PATRULHA:
- 1 PR-51 Classe de barco de patrulha
- 6 Capitan Bretel barcos de patrulha
- 4 Lago de barcos de patrulha
- 32 Boston Baleeiros

Outros návios:
- 8 Piranha assault barcos Mk.1
- 3 návios-hospitais
- 2 de Hidrocarbonetos transportes
- 2 Návios
- 1 návio de Transporte (Libertador Simón Bolívar)
- 1 návio de Treinamento
- 1 Hatteras návio patrulha de 55'   [citação necessários]

### Aviação Naval
A Força Naval Boliviana opera dois utilitário de aeronaves, para uso da sede.
| Avião                 | Origem         | Tipo       | Versões | No serviço | Notas |
| --------------------- | -------------- | ---------- | ------- | ---------- | ----- |
| Cessna 206 Stationair | Estados Unidos | Utilitário | 206G    | 1          |       |
| Cessna 402            | Estados Unidos | Utilitário | 402C    | 1          |       |

### A Infantaria Naval
A Força Naval Boliviana mantém um efetivo de cerca de 2.000 de infantaria naval e fuzileiros navais.